# Metropolitana di Honolulu
La metropolitana di Honolulu (in inglese conosciuta come Honolulu Rail Transit, IPA: [onoˈlulu reɪl ˈtrænzɪt]) è una metropolitana leggera nella contea di Honolulu, nello Stato delle Hawaii.
La prima fase del progetto, che comprende la tratta tra East Kapolei e Aloha Stadium, ha aperto il 30 giugno 2023.
Dopo la metropolitana di Sydney, è la seconda rete metropolitana più antica e la seconda più grande dell'Oceania.

## Cronologia
- 16 maggio 2012: inizio dei lavori per le fondamenta dei piloni;[1]
- 19 dicembre 2012: il progetto riceve un finanziamento di 1,5 miliardi di dollari dal Dipartimento dei trasporti;[2]
- 14 agosto 2014: la HART apre le offerte per la realizzazione delle prime 9 stazioni della linea;
- 13 maggio 2016: la HART rivela che il progetto ha raggiunto un costo stimato di 6,9 miliardi;[3]
- 16 maggio 2016: la Federal Transit Authority afferma che il costo potrebbe salire di altri 1,2 miliardi di dollari e che l'apertura della prima fase potrebbe slittare fino al 2024;[4]
- 30 giugno 2023: apertura della prima tratta (da East Kapolei a Aloha Stadium);
- Entro il 2031, apertura della seconda tratta (da Aloha Stadium a Ala Moana Center).[5]

### Sezioni
La realizzazione del progetto è stata suddivisa in quattro sezioni:
| Sezione                                                                                                  | Sezione              | Lunghezza | Termini          | Termini                     | Apertura                  |
| --- | -------------------- | --------- | ---------------- | --------------------------- | ------------------------- |
| 1 | West Oahu-Farrington | 11,1 km   | East Kapolei     | Pearl Highlands             | 30 giugno 2023            |
| 2 | Kamehameha Highway   | 6,3 km    | Pearl Highlands  | Aloha Stadium               | 30 giugno 2023            |
| 3 | Airport              | 8,2 km    | Aloha Stadium    | Middle Street               | fine 2025 (prevista)      |
| 4 | City Center          | 6,6 km    | Middle Street    | Ala Moana Center            | 2031 (prevista)           |
| Le seguenti sezioni di estensione non sono finanziate e non hanno una data di completamento programmata: |                      |           |                  |                             |                           |
| West Kapolei                                                                                             | West Kapolei         | TBA       | West Kapolei     | East Kapolei                | TBA (senza finanziamenti) |
| UH Mānoa                                                                                                 | UH Mānoa             | TBA       | Ala Moana Center | University of Hawaiʻi Mānoa | TBA (senza finanziamenti) |
| Waikīkī                                                                                                  | Waikīkī              | TBA       | Ala Moana Center | Liliʻuokalani Avenue        | TBA (senza finanziamenti) |
| Salt Lake                                                                                                | Salt Lake            | TBA       | Aloha Stadium    | Middle Street               | TBA (senza finanziamenti) |

## Nella cultura di massa
- Nel film americano del 2014, Godzilla, il mostro MUTO attacca e distrugge un treno e un viadotto della metropolitana di Honolulu, che all'epoca era ancora in costruzione.[9][10]